# Клан Форрестер
Клан Форрестер (шотл. — Clan Forrester) — один из древних кланов Шотландии (Лоуленд). Название клана происходит от охранников королевского леса возле Эдинбурга: «Forrester» — охранник леса. Клан имел владения в Лотиане и Стерлингшире.
Во время правления короля Шотландии Роберта III, когда вождь клана Форрестер был назначен хранителем Большой печати Шотландии со многими полномочиями и правом хранителя официальных документов королевства, а также ему было даровано должность главного камергера Шотландии, клан получил значительную силу, власть и влияние в Шотландии. Вождь клана Форрестер получил многочисленные титулы, такие как барон Либертон, барон Корсторфин. Эти титулы были подтверждены королем Шотландии Яковом I Стюартом.
Сейчас клан Форрестер не имеет признанного вождя герольдами Шотландии, и поэтому этот клан рассматривается как «клан оруженосцев» и его положение ниже чем других кланов Шотландии, имеющих признанного вождя.
Клан имел в свое время крупные замки, в частности замок Корсторфин (шотл. — Corstorphine Castle) в Лотиане, который был резиденцией вождей клана, замок Торвуд (шотл. — Torwood Castle). Сейчас эти замки в руинах, их пытаются восстановить.

## История клана Форрестер

### Происхождение
Считается, что клан Форрестер одновременно кельтского и англосаксонского происхождения. Основателем клана был, как считается, человек по имени Марнин Форрестер, что происходит из Данипаса (шотл. — Dunipace) в Стерлингшире. Возникновения клана датируется примерно 1200 годом.
Сэр Адам Форрестер является первым исторически подтвержденным вождем клана Форрестер. Он был послом, купцом, пробстом в Эдинбурге, хранителем Большой печати Шотландии и заместителем главного камергера Шотландии . В 1376 году он приобрел замок Корсторфин в Мидлотиане .

### XIV век — Война за независимость Шотландии
Во время войны за независимость Шотландии клан Форрестер поддерживал борца за независимость Шотландии и будущего короля Шотландии Роберта Брюса. Клан принимал участие в битве под Халидон-Хилле против англичан в 1333 году. Дочь вождя клана Форрестер стала женой вождя клана Манро — Роберта де Манро из Фолиуса (ум. 1369).

### XV век — войны кланов
Сын сэра Адама — сэр Джон Форрестер также стал хранителем Большой Печати Шотландии, главным камергером Шотландии и хранителем Хаусхолда короля Шотландии Якова I . Вместе они воевали за короля в битве при Хомильдон-Хилле в 1402 году. Клан Форрестер принимал участие в битве при Сочиберне (шотл. — Sauchieburn) в 1488 году
.

### XVI век — англо-шотландские войны
В XVI веке во время англо-шотландских войн клан Форрестер во главе с вождем клана из младшей ветви — сэром Джоном Форрестером из Ниддри воевал против англичан в битве при Флоддене (шотл. — Flodden) в 1513 году
, где вождь клана был убит. Клан также боролся против англичан в битве при Пинки в 1547 году. В этой битве 7-й вождь клана Форрестер — сэр Джеймс Форрестер был убит. Клан Форрестер также принимал участие в битве при Лансайде (шотл. — Langside) в 1568 году.

### XVII век — гражданская война на Британских островах
Сэр Джордж Форрестер, 10-й вождь клана Форрестер (ум. 1652), получил титулы баронета Новой Шотландии и лорда Форрестера из Корсторфина в 1633 году. После его смерти титул стал вакантным и до сих пор никто не носит этого титула. Джеймс Бейли (1629—1679) и Уильям Бейли (1632—1681), зять первого лорда Форрестера, приняли фамилия Форрестер, стали членами клана и унаследовали титул пэра Шотландии.
Во время Гражданской войны клан Форрестер поддерживал роялистов. В результате Джеймс, вождь клана Форрестер, был оштрафован Оливером Кромвелем и поместья клана стали обременены долгами. В 1679 году Джеймс был убит любовницей — миссис Кристиной Ниммо (шотл. — Christian Nimmo), и его брат Уильям, который сошел с ума, унаследовал титул.

### XVIII век — восстание якобитов
В начале XVIII века клан Форрестер принимал участие в войне за испанское наследство в составе британской армии. Вождь клана — 5-й лорд Форрестер — Джордж Форрестер (1688—1726/1727) служил полковником в гренадерском гвардейском полку, был полковником лейб-гвардии. Клан Форрестер воевал против французов в битве при Ауденарде (фр. — Oudenarde) в 1708 году и в битве при Мальплаке в 1709 году.
Во время восстаний якобитов клан Форрестер поддержал британское правительство. Клан Форрестер воевал на стороне британского правительства в битве при Престоне в 1715 году, где повстанцы — борцы за независимость Шотландии были разбиты.
В 1776 году Уильям Форрестер служил пехотинцем в британской армии и находился в составе армии, которая воевала в Северной Америке и пыталась подавить восстание за независимость Соединенных Штатов Америки — 13 бывших колоний Великобритании, провозгласили независимость. После того, как война закончилась, Уильям Форрестер дезертировал из британской армии и поселился в новообразованных Соединенных Штатах Америки. Сын Уильяма — Джон Форрестер стал церковным деятелем и основал первую протестантскую церковь в Онейда (англ. — Oneida).

## Замки
- Замок Корсторфин[англ.], резиденция вождей клана, к западу от Эдинбурга
- Замок Торвуд[англ.], в четырех милях к северо-западу от Фолкерка, был резиденцией вождей клана Форрестер
- Замок Стратхендри, недалеко от Кардендена в Файфе.

## Вождь клана
В настоящее время клан Форрестер не имеет признанного вождя клана. Потенциальным вождем клана может стать сэр Джон Дункан Гримстон (род. 1951), 7-й граф Верулам, 16-й лорд Форрестер из Корсторфина и патрон клана Форрестер.

## Септы клана
Forrester, Forester, Foristar, Forrister, Forrest, Forest, Forster, Forstar, Foster, Fostar, Corstorphine, Carstarphen.